# Challenger de Gerona
El Challenger de Gerona es un torneo profesional de tenis del ATP Challenger Tour que se disputa sobre pista dura al aire libre en Gerona, España, desde 2023.

## Palmarés

### Individuales
| Año  | Campeón        | Finalista    | Resultado          |
| ---- | -------------- | ------------ | ------------------ |
| 2023 | Iván Gájov     | Gastão Elias | 5–7, 6–4, 0–0 ret. |
| 2024 | Pedro Martínez | Radu Albot   | 7–5, 6–4           |

### Dobles
| Año  | Campeones                                 | Finalistas                         | Resultado   |
| ---- | ----------------------------------------- | ---------------------------------- | ----------- |
| 2023 | Yuki Bhambri Saketh Myneni                | Íñigo Cervantes Oriol Roca Batalla | 6–4, 6–4    |
| 2024 | Gonzalo Escobar Aleksandr Nedovyesov      | Jonathan Eysseric Albano Olivetti  | 7–6(1), 6–4 |
| 2025 | Anirudh Chandrasekar David Vega Hernández | Grégoire Jacq Orlando Luz          | 6–4, 6–4    |